# Pink Venom
"Pink Venom" (tạm dịch: "Nọc độc màu hồng") là bài hát được thu âm bởi nhóm nhạc Hàn Quốc Blackpink cho album phòng thu thứ hai Born Pink. Bài hát được phát hành thông qua YG Entertainment và Interscope Records dưới dạng đĩa đơn phát hành trước vào ngày 19 tháng 8, 2022. Được mô tả là một bài hát hip-hop kết hợp giữa đàn tranh geomungo truyền thống của Hàn Quốc, nhạc cụ điện tử và âm giai phong cách Ả Rập. Bài hát được viết bởi Teddy Park, Danny Chung và được sản xuất bởi Ido, R. Tee và 24.
"Pink Venom" thành công về mặt thương mại khi đạt vị trí số một trên bảng xếp hạng Billboard Global 200 trong hai tuần, trở thành bản hit quán quân đầu tiên của họ trên bảng xếp hạng. Tại Hàn Quốc, ca khúc đứng đầu bảng xếp hạng South Korea Songs của Billboard và đạt trị trí thứ hai trên Circle Digital Chart. Nó trở thành bài hát đầu tiên của một nhóm nhạc K-pop đứng đầu ARIA Singles Chart của Úc, và đứng đầu các bảng xếp hạng ở Hồng Kông, Ấn Độ, Indonesia, Malaysia, Philippines, Singapore, Đài Loan và Việt Nam. Một video âm nhạc đi kèm đã được đăng tải lên kênh YouTube của Blackpink đồng thời với việc phát hành đĩa đơn. Video đã nhận được 90,4 triệu lượt xem trong vòng 24 giờ, trở thành video âm nhạc được xem nhiều nhất trong vòng 24 giờ của nghệ sĩ nữ trên nền tảng này.

## Bối cảnh và phát hành
Vào ngày 6 tháng 7 năm 2022, YG Entertainment thông báo rằng Blackpink đang trong quá trình hoàn thành thu âm cho album mới và sẽ bắt đầu quay một video âm nhạc (MV) vào giữa tháng Bảy để phát hành vào tháng Tám. Hãng cũng xác nhận rằng nhóm sẽ thực hiện chuyến lưu diễn vòng quanh thế giới lớn nhất của một nhóm nhạc nữ K-pop trong lịch sử. Vào ngày 31 tháng 7, YG Entertainment đã chính thức phát hành video giới thiệu album thông qua các tài khoản mạng xã hội chính thức của nhóm, thông báo rằng chuyến lưu diễn vòng quanh thế giới sẽ bắt đầu vào tháng 10, sau đĩa đơn phát hành trước vào tháng 8 và chính album vào tháng 9. Hãng sau đó xác nhận rằng hai video âm nhạc đã được quay để hỗ trợ cho album, được cho là có ngân sách sản xuất cao nhất mà họ từng đầu tư vào một video âm nhạc. Vào ngày 7 tháng 8 năm 2022, đã có thông báo rằng đĩa đơn phát hành trước của album sẽ có tên "Pink Venom" và phát hành vào ngày 19 tháng 8.
Vào ngày 10 tháng 8, hai bộ poster giới thiệu của từng thành viên được đăng tải lên các tài khoản mạng xã hội chính thức của Blackpink. Ngày 11 và 12 tháng 8, hai bộ video giới thiệu concept cho từng thành viên được phát hành. Ngày 13 tháng 8, danh sách những người sáng tác bài hát được thông báo thông qua một tấm poster giới thiệu có sự góp mặt của bốn thành viên. Một video concept mới được giới thiệu một ngày sau đó, cho thấy cả bốn thành viên đều bị mắc kẹt trong một chiếc hộp thủy tinh. Vào ngày 17 tháng 8, đoạn teaser cho video âm nhạc được phát hành. Ngày 19 tháng 8, video âm nhạc được công chiếu và phát hành cùng với "#PinkVenomChallenge".

## Sáng tác
"Pink Venom" được viết lời bởi Teddy Park và Danny Chung, soạn nhạc bởi Teddy, 24, R. Tee và Ido, trong khi phần sản xuất do ba người sau đảm nhận. Bài hát được mô tả là một bài hát hip-hop, EDM, dance và pop rap kết hợp việc sử dụng các nhạc cụ truyền thống của Hàn Quốc như geomungo. Bài hát được sáng tác ở giọng đô trưởng (C major) với nhịp độ 90 nhịp mỗi phút. Về mặt ca từ, bài hát thể hiện sự tự tin và bản sắc kép của Blackpink vừa ngọt ngào vừa dễ chết. Trên tiêu đề của ca khúc, Jennie nhận xét: "Vì 'màu hồng' và 'nọc độc' có hình ảnh trái ngược nhau, chúng tôi nghĩ rằng chúng gợi nhớ đến chúng tôi... Đó là nọc độc màu hồng, một chất độc đáng yêu, đó là những từ thể hiện chúng tôi nhất." Một trong những đoạn của bài hát sử dụng interpolate của lời nhạc "One by one, then two by two" từ đĩa đơn đầu tay "Pon de Replay"(2005) của Rihanna.

## Diễn biến thương mại
"Pink Venom" ra mắt ở vị trí số một trên Billboard Global 200 với 212,1 triệu lượt phát trực tuyến và 36.000 lượt tải xuống được bán ra, mang về cho Blackpink vị trí quán quân đầu tiên trên bảng xếp hạng và tổng lượt phát trực tuyến hàng tuần trên toàn cầu lớn thứ hai trong lịch sử bảng xếp hạng. Bài hát cũng ra mắt ở vị trí số một trên Global Excl. U.S. với 198,1 triệu lượt phát trực tuyến và 27.000 lượt tải xuống được bán ra bên ngoài Hoa Kỳ, đây là lần thứ hai Blackpink đứng đầu bảng xếp hạng này sau "Lovesick Girls". Với điều này, Blackpink trở thành nghệ sĩ thứ ba đứng đầu nhiều bảng xếp hạng sau BTS và Justin Bieber. Bài hát tiếp tục đứng đầu cả hai bảng xếp hạng trong tuần thứ hai với 108,4 triệu lượt phát trực tuyến và 7.000 lượt tải xuống toàn cầu; 99,5 triệu lượt phát trực tuyến và 5,000 lượt tải xuống bên ngoài Hoa Kỳ.
Tại Hàn Quốc, bài hát ra mắt ở vị trí thứ 22 trên số phát hành tuần 34 của Bảng xếp hạng nhạc số Gaon ngày 14-20 tháng Tám với chưa đầy hai ngày tính điểm. Tuần tiếp theo, bài hát vươn lên trị trí thứ hai trong khoảng thời gian từ ngày 21–27 tháng Tám, trở thành bản hit thứ bảy nằm trong top 2 của Blackpink. Tại Nhật Bản, bài hát mở màn ở vị trí thứ tư trên Oricon Daily Digital Singles Chart ngày 19 tháng 7. Nó tiếp tục bán được 3.236 lượt tải xuống từ ngày 15–21 tháng 8, ra mắt ở vị trí thứ 16 trên bảng xếp hạng Digital hàng tuần, tích lũy được 3.068.603 lượt phát trực tuyến và là bài hát được phát trực tuyến nhiều thứ 29 cả nước vào tuần đó. Bài hát ra mắt ở vị trí thứ 22 trên Billboard Japan Hot 100 và vươn lên vị trí thứ 10 vào tuần sau đó, leo hạng từ 90 lên 7 cho radio, 58 lên 14 cho phát trực tuyến, và 6 lên 2 cho video.
Tại Úc, "Pink Venom" ra mắt ở vị trí số 1 trên ARIA Singles Chart vào ngày 29 tháng 8, đưa Blackpink trở thành nhóm nhạc K-pop đầu tiên đứng đầu bảng xếp hạng và là nghệ sĩ Hàn Quốc đầu tiên đạt được vị trí cao nhất của bảng xếp hạng kể từ Gangnam Style của Psy.  Bài hát tiến vào Billboard Hot 100 của Hoa Kỳ ở vị trí thứ 22, đánh dấu bài hát không hợp tác có vị trí cao nhất của Blackpink trên bảng xếp hạng và lần thứ tư họ lọt vào top 40. Nó ra mắt ở vị trí thứ 9 trên Streaming Songs với 14,3 triệu lượt phát trực tuyến, trở thành lần thứ hai lọt vào top 10 của nhóm trên bảng xếp hạng và đứng thứ ba trên Digital Song Sales với 11.000 lượt tải xuống được bán, thu hút hơn 359.000 khán giả nghe phát sóng trên radio tuần đầu tiên. Bài hát ra mắt ở vị trí thứ tư trên bảng xếp hạng Canadian Hot 100, trở thành bản hit top 10 đầu tiên của Blackpink tại quốc gia này.

## Đánh giá chuyên môn
| Đánh giá chuyên môn | Đánh giá chuyên môn |
| Nguồn đánh giá      | Nguồn đánh giá      |
| Nguồn               | Đánh giá            |
| ------------------- | ------------------- |
| NME                 | [ 32 ]              |

"Pink Venom" đã nhận được đánh giá tích cực từ các nhà phê bình âm nhạc. Jon Caramanica của tờ The New York Times nhận xét bài hát "có sự thoải mái của tình trạng vô chính phủ." Ông phát biểu thêm, "Cứ bốn nhịp, xuất hiện một cách tiếp cận mới — tính mềm dẻo quen thuộc của K-pop, chủ đề Trung Đông thong thả, nhạc rock chói tai, nhạc rap West Coast, v.v. Nó tồn tại ở nơi chủ nghĩa tối đa dịch chuyển triết lý cũ kỹ sang thẩm mỹ."
Tanu I. Raj của NME nhận xét "Pink Venom" là một "bản xem trước đầy hứa hẹn về kỷ nguyên mới của họ."
Lauren Puckett-Pope viết cho tạp chí Elle nhận xét "Bài hát say mê nhưng không rời rạc, pha trộn tính mất phương hướng của rap, giọng hát nổi và điệp khúc không sụt giảm nhịp, có một vài quả trứng Phục sinh được lựa chọn trong lời bài hát."

## Video âm nhạc (MV)

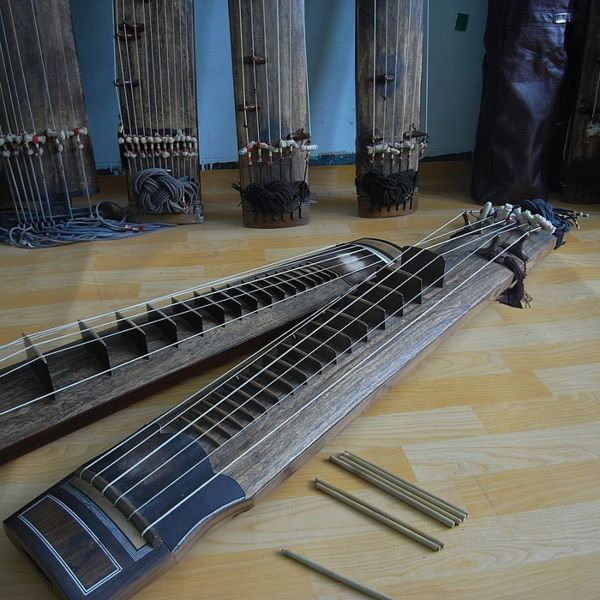
Đàn tranh geomungo loại 6 dây, Jisoo đã đưa vào MV Pink Venom

Teaser video âm nhạc dài 24 giây cho "Pink Venom" được phát hành ngày 17 tháng 8 năm 2022, tiếp theo là video âm nhạc vào ngày 19 tháng 8 trên kênh YouTube chính thức của Blackpink. Video hậu trường được tung ra sau đó cùng ngày. Video âm nhạc đạt 20 triệu lượt xem chỉ trong ba giờ và 90,4 triệu lượt xem trong 24 giờ, vượt qua "How You Like That" (2020) của Blackpink trở thành  video được xem nhiều nhất của nghệ sĩ nữ trong một ngày. "Pink Venom" cũng là video âm nhạc được xem nhiều nhất khi ra mắt trong năm 2022 và đứng thứ ba danh sách video âm nhạc công chiếu mọi thời đại. Video đạt 100 triệu lượt xem trong 29 giờ, vượt qua "How You Like That" là video âm nhạc nhanh nhất của một nữ nghệ sĩ đạt được cột mốc này. Một video hậu trường của quá trình quay phim được phát hành vào ngày 19 tháng 8. Video luyện tập vũ đạo được tải lên vào ngày 24 tháng 8, cho thấy nhóm mặc đồ trắng được bao quanh bởi một đội vũ công mặc áo đen.
Ở phần đầu video âm nhạc, Jisoo mặc một bộ hanbok cách tân, độc tấu đàn tranh geomungo, trong khi xung quanh là một nhóm nhân vật trùm đầu màu đen đang quỳ gối đeo tai nghe thực tế ảo trong khi hô vang tên "Blackpink". Cảnh sau đó, Jennie xuyên qua bức tường bê tông bằng một chiếc xe tải quái vật và sải bước trên một tấm thảm đỏ đặt trước chiếc xe, cô mặc một chiếc áo choàng màu đỏ máu và đi đôi giày cao gót màu đen. Sau đó, Lisa đang đi vào một căn phòng trông giống bên trong của một kim tự tháp, cô lấy một quả táo đen trên cây và ăn nó. Khi cắn miếng đầu tiên, củng mạc (lòng trắng) mắt của cô chuyển sang màu hồng nhạt. Rosé xuất hiện trong cảnh tiếp theo, mặc chiếc váy latex mini-dress. Cô kéo một trái tim đen ra khỏi dòng nước đen với những ánh sáng nhấp nháy giống như cơn bão ở hậu cảnh. Lisa và Jennie rap cùng nhau, trong đó Lisa mặc phong cách lấy cảm hứng từ thời trang dạo phố với chiếc áo bóng rổ cắt xén và quần yếm denim, Jennie mặc áo Manchester United được cắt xén. Trong các đoạn hát của họ, Jisoo đóng vai một ma cà rồng và Rosé chơi guitar điện trong một hang động thắp lửa. Trong phần điệp khúc, các thành viên thực hiện vũ đạo cùng nhau trong nhiều bối cảnh khác nhau, bao gồm một cơn bão cát hoành hành và một khu rừng rậm.

## Giải thưởng
| Chương trình  | Ngày                | Ng.    |
| ------------- | ------------------- | ------ |
| Show Champion | 24 tháng 8 năm 2022 | [ 44 ] |
| M Countdown   | 25 tháng 8 năm 2022 | [ 45 ] |
| M Countdown   | 1 tháng 9 năm 2022  | [ 46 ] |
| M Countdown   | 8 tháng 9 năm 2022  | [ 47 ] |
| Inkigayo      | 4 tháng 9 năm 2022  | [ 48 ] |

| Giải                    | Ngày (2022) | Ng.    |
| ----------------------- | ----------- | ------ |
| Weekly Popularity Award | 29 tháng 8  | [ 49 ] |
| Weekly Popularity Award | 5 tháng 9   | [ 50 ] |

## Biểu diễn trực tiếp và quảng bá
Vào ngày 17 tháng 8, YG Entertainment tiết lộ lịch trình cho chiến dịch "Light Up The Pink" của nhóm, trong đó một số địa danh trên toàn thế giới sẽ được thắp sáng màu hồng để quảng bá bài hát bắt đầu từ ngày 18 tháng 8. Vào ngày 28 tháng 8 năm 2022, Blackpink biểu diễn "Pink Venom" lần đầu tiên trên Inkigayo của đài SBS. Cùng ngày, Blackpink biểu diễn ca khúc này tại Giải Video âm nhạc của MTV năm 2022, đánh dấu sự ra mắt của họ trên chương trình trao giải tại Mỹ và trở thành nhóm nhạc K-pop nữ đầu tiên trong lịch sử làm được điều này. Billboard xếp đây là màn trình diễn xuất sắc thứ hai của chương trình trao giải.

## Danh sách người thực hiện
- Blackpink – hát
- Teddy – sáng tác, viết lời
- 24 – sáng tác, sản xuất
- R. Tee – sáng tác, sản xuất
- Ido – sáng tác, sản xuất
- Danny Chung – viết lời

## Bảng xếp hạng
| Bảng xếp hạng (2022)                        | Vị trí cao nhất |
| ------------------------------------------- | --------------- |
| Argentina (Argentina Hot 100)               | 32              |
| Úc (ARIA)                                   | 1               |
| Áo (Ö3 Austria Top 40)                      | 28              |
| Brazil (Billboard)                          | 18              |
| Canada (Canadian Hot 100)                   | 4               |
| Croatia (Billboard)                         | 10              |
| Cộng hòa Séc (Singles Digitál Top 100)      | 51              |
| Phần Lan Airplay (Radiosoittolista)         | 72              |
| Pháp (SNEP)                                 | 44              |
| Đức (GfK)                                   | 32              |
| Thế giới Global 200 (Billboard)             | 1               |
| Quốc tế Hy Lạp (IFPI)                       | 26              |
| Hồng Kông (Billboard)                       | 1               |
| Hungary (Single Top 40)                     | 5               |
| Ấn Độ (IMI)                                 | 1               |
| Indonesia (Billboard)                       | 1               |
| Ireland (IRMA)                              | 23              |
| Ý (FIMI)                                    | 94              |
| Nhật Bản (Japan Hot 100)                    | 10              |
| Đĩa đơn kết hợp Nhật Bản (Oricon)           | 16              |
| Lithuania (AGATA)                           | 11              |
| Luxembourg (Billboard)                      | 20              |
| Malaysia (Billboard)                        | 1               |
| Mexico (Billboard)                          | 21              |
| Hà Lan (Single Tip)                         | 2               |
| New Zealand (Recorded Music NZ)             | 9               |
| Philippines (Billboard)                     | 1               |
| Peru (Billboard)                            | 13              |
| Bồ Đào Nha (AFP)                            | 26              |
| Romania (Billboard)                         | 16              |
| Singapore (RIAS)                            | 1               |
| Slovakia (Singles Digitál Top 100)          | 20              |
| Nam Phi (RISA)                              | 38              |
| Hàn Quốc (Circle)                           | 2               |
| Tây Ban Nha (PROMUSICAE)                    | 75              |
| Thụy Điển Heatseeker (Sverigetopplistan)    | 1               |
| Thụy Sĩ (Schweizer Hitparade)               | 41              |
| Đài Loan (Billboard)                        | 1               |
| Thổ Nhĩ Kỳ (Billboard)                      | 11              |
| Anh Quốc (OCC)                              | 22              |
| Hoa Kỳ Billboard Hot 100                    | 22              |
| Hoa Kỳ Pop Airplay (Billboard)              | 36              |
| Hoa Kỳ World Digital Song Sales (Billboard) | 1               |
| Việt Nam (Vietnam Hot 100)                  | 1               |

| Bảng xếp hạng (2022) | Vị trí cao nhất |
| -------------------- | --------------- |
| Hàn Quốc (Circle)    | 14              |

## Lịch sử phát hành
| Khu vực  | Ngày                | Định dạng                  | Hãng          | Ng.     |
| -------- | ------------------- | -------------------------- | ------------- | ------- |
| Toàn cầu | 19 tháng 8 năm 2022 | Digital download streaming | YG Interscope | [ 4 ]   |
| Ý        | 26 tháng 8 năm 2022 | Phát sóng Radio            | Universal     | [ 100 ] |
| Hoa Kì   | 30 tháng 8 năm 2022 | Contemporary hit radio     | YG Interscope | [ 101 ] |